# Amit Majmudar
Amit Majmudar (New York, 1979) è uno scrittore e poeta statunitense.

## Biografia
Nato a New York nel 1979, vive con moglie e figli a Dublin, nell'Ohio, dove esercita la professione di radiologo diagnostico.
Dopo un B.A. ottenuto all'Università di Akron, ha conseguito un M.D. alla Northeast Ohio Medical University e completato il dottorato presso gli University Hospitals of Cleveland.
Ha esordito nel 1997 con la raccolta di liriche Entrance e in seguito ha pubblicato altre 3 collezioni di poesie, due romanzi e alcuni racconti, uno dei quali, Secret Lives of the Detainees, è risultato vincitore del Premio O. Henry nel 2017.
Nominato poeta laureato dell'Ohio nel 2015, sue poesie sono apparse su New Yorker, Image e Poetry e suoi saggi sul New York Times.

## Opere principali

### Romanzi
- La cucina delle spezie (The Abundance), Milano, Frassinelli, 2013 traduzione di Silvia Fornasiero ISBN 978-88-200-5522-6.
- Partitions (2011)

### Raccolte poetiche
- Entrance (1997)
- 0°, 0°: Poems (2009)
- Heaven and Earth (2011)
- Dothead (2016)

## Premi e riconoscimenti
- Donald Justice Poetry Prize: 2011 per Heaven and Earth
- Premio O. Henry: 2017 per il racconto Secret Lives of the Detainees